# 上下絵

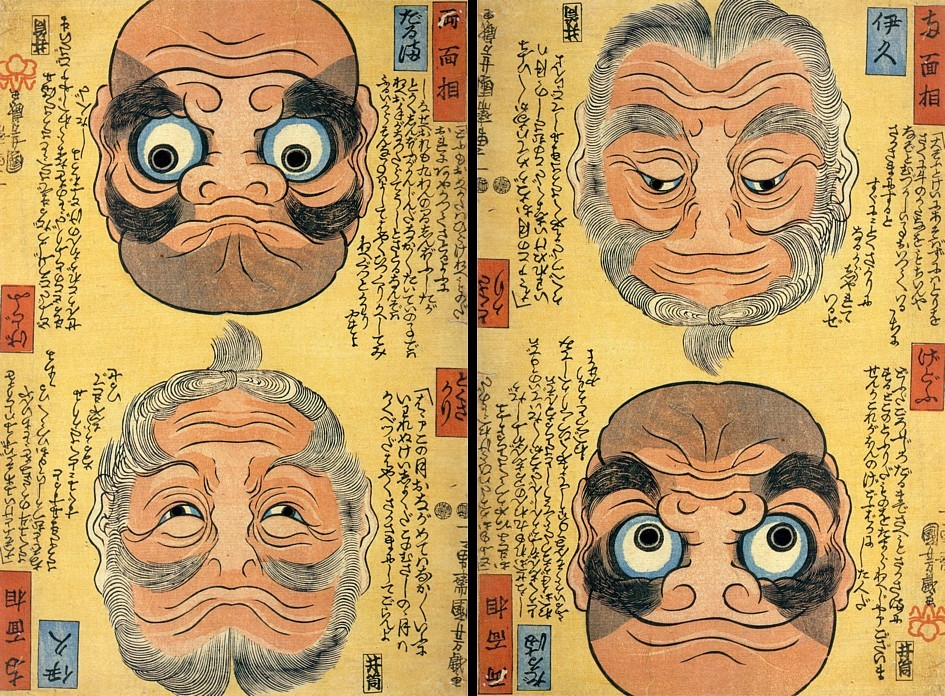
大判錦絵 『両面相 だるま げどふ とくさかり 伊久』
作：歌川国芳（一勇斎国芳）
これは、弘化4年-嘉永5年（1847-52）頃の作品という説がある。国芳の作品には他に、『両面相 奇異上下見之図』（天保12年（1841）頃とされる）や、『両面相 ほてい あさひな せうき 張飛』もある。

上下絵（じょうげえ）は、遅くとも江戸時代後期の日本にあった絵画のジャンルの一つ。上下を逆さまにしても人間の顔に見えるだまし絵（逆さ絵）。中国の「円転図」がルーツという説がある。